# 克拉特索普縣
克拉特索普縣（英語：Clatsop County）是位於美国俄勒冈州西北部的一個縣，北隔哥倫比亞河與华盛顿州相望，西臨太平洋，面積2,809平方公里。根據2020年美國人口普查，共有人口41,072人。縣治阿斯托里亞 (Astoria)。1844年6月22日置縣。縣名紀念奇努克族的一支、克拉特索普人。